# Al-Aschraf Schaban

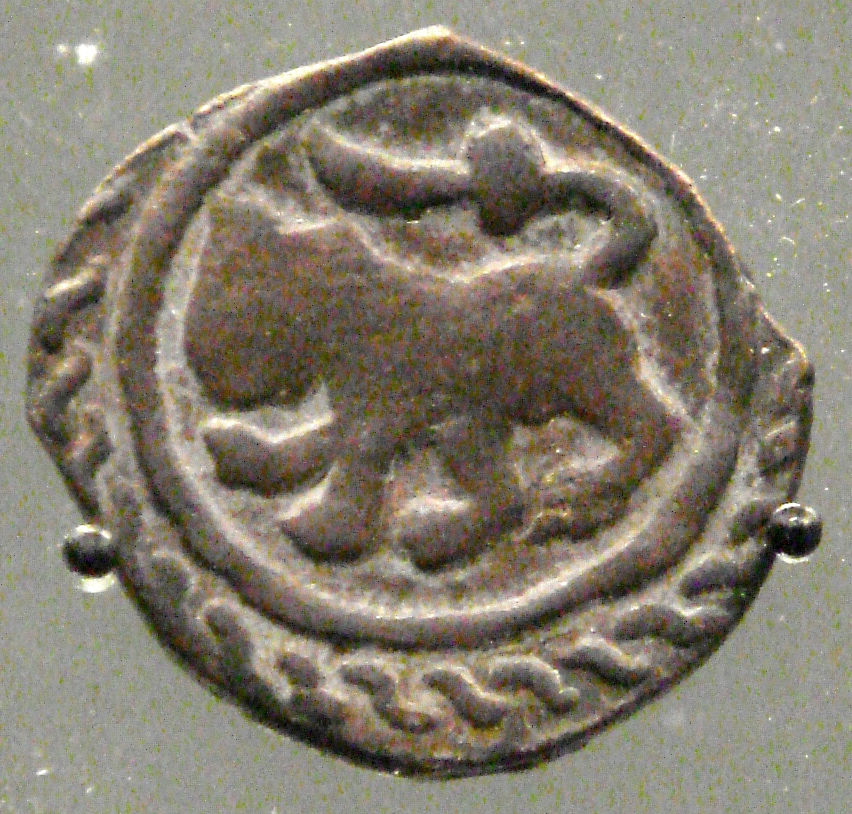
Kupfer-Fils aus der Zeit al-Aschraf Schabans

Al-Malik al-Aschraf Nasir ad-Din Schaban (II.) ibn Husain (arabisch الملك الأشرف ناصر الدين شعبان بن حسين, DMG al-Malik al-Ašraf Nāṣir ad-Dīn Šaʿbān b. Ḥusain) war von 1363 bis 1377 Sultan der Mamluken in Ägypten.

## Die Herrschaft des Emirs Yalbugha
Al-Aschraf Schaban, der nach der Absetzung Sultan al-Mansur Muhammads II. im Mai 1363 von dem mächtigen Emir Yalbugha auf den Thron gesetzt wurde, war der zehnjährige Enkel Sultan an-Nasir Muhammads. Yalbughas Machtstellung, die er schon unter den beiden vorangegangenen Herrschern innegehabt hatte, beruhte vor allem auf der großen Zahl seiner Mamluken, von denen er zwischen 1.500 und 3.000 besaß – viel mehr als der Sultan selbst. Yalbugha war allerdings kein kultivierter Emir wie Schaychun oder Sarghitmisch, sondern ein unberechenbarer und brutaler Mann, der einem seiner Mamluken schon die Zunge herausreißen ließ, wenn ihm dieser widersprochen hatte. Die von ihm durch brutale Disziplin erzogene Generation von Mamluken sollte als Gouverneure und militärische Befehlshaber die Schlüsselpositionen im Reich bis in die ersten Jahre der tscherkessischen Burdschiyya-Sultane besetzen. Viele dieser Tscherkessen, darunter der spätere Sultan Barquq, sind wohl von Yalbugha rekrutiert worden.

## Wirtschaftliche und militärische Konflikte mit den Christen
Von 1361 bis 1366 bekleidete Yalbugha das Amt des Atabak al-Asakir (Oberbefehlshaber der Armee) und konnte die Beduinen in Oberägypten und Nubien wieder unterwerfen. Er versagte jedoch in dieser Funktion als „Beschützer des Reichs“ völlig, als er die Angriffe der Kreuzritter von Zypern nicht abwehren konnte. Bereits seit den 1340er Jahren stritten Christen und Muslime um die Beherrschung des Handels und der Häfen im östlichen Mittelmeer. Dabei kämpften vor allem Zypern und Ägypten um die Kontrolle der Süd- und Südwestküste Kleinasiens, insbesondere des Königreichs Kleinarmenien, wo nicht nur Holz, Eisen und weiße Sklaven, sondern auch Gewürze und Seide umgeschlagen wurden. 1337 hatten die Mamluken sogar vorübergehend Sis, die Hauptstadt dieses Reichs, erobert und 1355 die Häfen Tarsus, Adana und Massisa. Außerdem waren 1355 und 1361 von den Mamluken-Sultanen neue Handelsverträge mit Venedig abgeschlossen worden, was die Position Zyperns im Levante-Handel weiter schwächte. Seit der Thronbesteigung Peters I. von Lusignan als König von Zypern im Jahre 1359 wurden hingegen die Bande der Insel zu Armenien immer enger. Der Konflikt zwischen Christen und Muslimen wurde aber auch abseits der offiziellen Kontakte geschürt: Während türkische Piraten, von den Mamluken unterstützt, christliche Schiffe im östlichen Mittelmeer aufbrachten, griffen christliche von ihren Basen auf Zypern und Rhodos aus muslimische Schiffe an und suchten die Küste des mamlukischen Syrien heim. Das alles und wohl auch die Tatsache, dass er seit 1360 Titularkönig von Jerusalem war, bewogen Peter I., seine Flotte gemeinsam mit Johanniter-Kreuzrittern von Rhodos gegen Alexandria zu entsenden und die Stadt auf das Schlimmste zu plündern und zu zerstören. Alexandria, politisch zwar unbedeutend und hauptsächlich als Inhaftierungsort für in Ungnade gefallene Emire beliebt, aber als Handelszentrum nach wie vor lebendig, hatte sich noch nicht von den Folgen der Pestepidemie von 1347 erholt, als die Kreuzritter die Stadt am 10. Oktober 1365 eroberten und ein Massaker anrichteten. Der Gouverneur, ein Emir mittleren Ranges, befand sich gerade auf dem Haddsch und Yalbugha in Kairo reagierte zu langsam, da er glaubte, die Nachricht von dem Überfall sei ein Trick, um ihn aus der Hauptstadt wegzulocken und dann in seiner Abwesenheit zu stürzen. Das noch nicht zurückgegangene Nilhochwasser verzögerte den Vormarsch der nur langsam zusammengestellten Entsatz-Truppen zusätzlich. Währenddessen war es aber den Kreuzrittern ihrerseits nicht gelungen, die Brücke über den Kanal zwischen Alexandria und dem Nil einzunehmen, und so zogen sie nach einer Woche des Plünderns wieder ab. Der Krieg zog sich allerdings noch einige Jahre hin. Zypriotische Schiffe attackierten Latakia und Tartosa (1367), Tripoli, Sidon und Beirut, weiters die ebenfalls unter mamlukischer Kontrolle stehenden kilikischen Häfen Ayas und Bodrum sowie 1369 erneut Alexandria. In der Folge wurden nicht nur die Befestigungen von Alexandria wieder instand gesetzt, eine ägyptische Flotte gebaut und fortan ein höherrangiger Emir als Gouverneur der Stadt eingesetzt, sondern es kam auch wieder verstärkt zu Verfolgungen von Kopten in Ägypten und Maroniten im Libanon.

## Schabans Herrschaft nach Yalbughas Tod

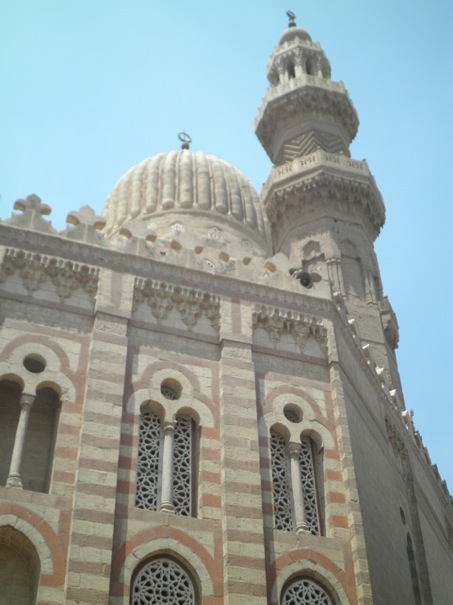
Blick auf die Ostecke des Madrasa-Mausoleum-Komplexes der Sultansmutter Chawand Baraka (gest. 1372), in dem u. a. auch Schaban II. beigesetzt wurde

Ein Jahr nach dem Überfall auf Alexandria wurde Yalbugha von einem seiner eigenen Mamluken, der die brutale Behandlung durch seinen Herrn nicht länger ertragen wollte, umgebracht (1366), was wohl auch Sultan al-Aschraf Schaban nicht unrecht war. Vier Jahre später, nachdem Peter I. 1369 ebenfalls gestorben war, wurde ein Frieden zwischen Zypern und Ägypten geschlossen (1370) und 1375 gelang den Mamluken sogar die Eroberung Armeniens, das annektiert und fortan gemeinsam von einem mamlukischen Gouverneur und einem lokalen Vasallenfürsten verwaltet wurde. Nach Yalbughas Tod hatte al-Aschraf Schaban dessen Mamluken übernommen, womit seine Position gestärkt wurde. Trotz der Eroberung Kilikiens und des erneuten Aufschwungs des Handels mit Venedig erlitt Ägypten jedoch sowohl wirtschaftlich als auch militärisch weitere Rückschläge durch eine unzureichende Nilschwemme 1374 und eine darauffolgende Hungersnot und Lungenpest-Epidemie. Die Pest lichtete auch gefährlich die Reihen der Soldaten-Elite, wodurch deren Positionen mit neu angeworbenen Mamluken wieder aufgefüllt werden mussten. Außenpolitisch wurde das Mamluken-Sultanat in der Provinz Aleppo sowohl durch einen Beduinen-Aufstand (1368), der mit der Ermordung des dortigen mamlukischen Vizeregenten endete, als auch durch wiederholte Einfälle türkischer Stämme vom Norden her bedroht.
In den 1370er Jahren wuchsen al-Aschraf Schabans Macht und Ansehen: Angesichts der oben genannten Probleme entwickelte er sich zu einem tatkräftigen und in der Bevölkerung sogar beliebten Sultan, da er vernünftig und kompetent handelte und außerdem fromm war. So ließ er für seine gerade auf Pilgerfahrt weilende Mutter, die allseits ob ihrer Güte, Großzügigkeit und Schönheit verehrte Chawand (Dame) Baraka, 1368–1369 eine prächtige Grab-Madrasa errichten. Das heute im sogenannten „südlichen islamischen Viertel“ Kairos gelegene Gebäude der Umm as-Sultan Schaban zählt zu den reizvollsten der gesamten Mamluken-Ära und sollte seinem Erbauer (sowie dessen Sohn Haddschi II.) später selbst als letzte Ruhestätte dienen. Im Jahre 1377 plante der Sultan selbst eine Pilgerreise nach Mekka und bereitete alles Notwendige für seine Abwesenheit vor. Dennoch konnten die ehemaligen Mamluken Yalbughas diese Gelegenheit nutzen, um im März desselben Jahres zu putschten und die Kairoer Zitadelle einzunehmen. Schaban wurde kurz darauf gefangen genommen und erdrosselt. Einer der prominenten Verschwörer war der tscherkessische Mamluk Barquq, der nach Yalbughas Tod eine Zeit lang im Kerker gesessen hatte, bevor er fünf Jahre nach al-Aschraf Schabans Ermordung selbst Sultan wurde und so die Burdschi-Dynastie begründete. Zunächst sollten mit al-Mansur Ali II. und as-Salih/al-Mansur/al-Muzaffar Haddschi II. aber 1377 bzw. 1382 (und erneut 1389) zwei Söhne Schabans II. den Thron besteigen.